# سالو فلور
سالومون ميخائيلوفيتش فلور ( 21 نوفمبر 1908، هورودينكا - 21 نوفمبر 1908 موسكو) أستاذ كبير تشيكي ثم سوفيتي لاحقا وكاتب وحكم شطرنج سطع نجمه في ثلاثينيات القرن الـ 20 واعتبر بطلا لتشيكسلوفاكيا واستخدم اسمه لبيع منتجات ترفية في ذلك الوقت منها سيجارات فلور وعطور، سيطر فلور على العديد من البطولات فبل اندلاع الحرب العالمية الثانية واعتبر أحد المرشحين لمواجهة بطل العالم، وفاز ببططلة التشيك مرتين سنة 1933 و1936 وشارك في أولمبياد الشطرنج وفاز بميدالية فضية.

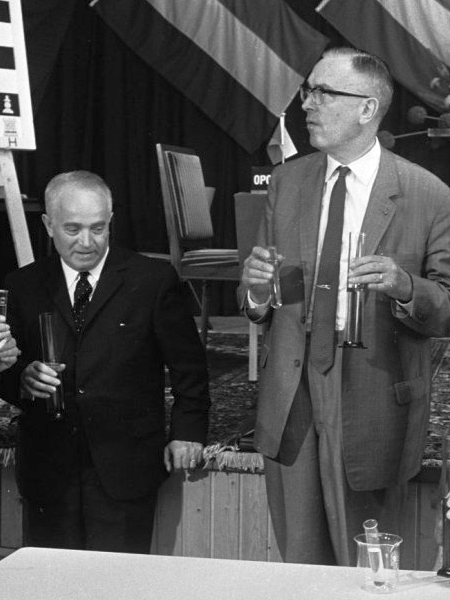
فلور على اليسار مع ماكس إيوي 1969.

## روابط خارجية
- سالو فلور على موقع مباريات الشطرنج (الإنجليزية)
- سالو فلور على موقع 365Chess.com (الإنجليزية)
- سالو فلور على موقع Chesstempo.com (الإنجليزية)
- سالو فلور سجل أولمبياد الشطرنج على موقع OlimpBase.org (الإنجليزية)